# My Dear (桜田淳子のアルバム)
『My Dear』（マイ・ディア）は、桜田淳子のスタジオ・アルバム。1981年11月5日発売。発売元はビクター音楽産業。

## 解説
- A面5曲を矢野顕子、B面5曲を小田裕一郎がそれぞれ作曲し、編曲は全て大村雅朗が担当している。
- 「Show Me〜心の扉を開けて〜」では、前アルバムでの「グッドバイ・ハッピーデイズ」同様、桜田が作詞を担当している。
- 2007年11月に、ボーナストラック7曲を加えた紙ジャケット仕様で復刻された。

## 収録曲
- 全編曲：大村雅朗

1. 私は憶病者（3:26）
作詞・作曲：矢野顕子
2. きっと きっと（3:59）
作詞・作曲：矢野顕子
3. なぜかためらい（4:19）
作詞：麻木かおる　作曲：矢野顕子
4. MY DEAR（3:52）
作詞・作曲：矢野顕子
5. 刹那Tic（6:01）
作詞：麻木かおる　作曲：矢野顕子

　　　　※アルバム・バージョン
1. め・ま・い…（3:45）
作詞：麻木かおる　作曲：小田裕一郎
2. With You（4:05）
作詞：麻木かおる　作曲：小田裕一郎
3. ミスティー（4:34）
作詞：小林和子　作曲：小田裕一郎
4. This is a "Boogie"（4:21）
作詞：実川俊　作曲：小田裕一郎
5. Show Me〜心の扉を開けて〜（3:56）
作詞：桜田淳子　作曲：小田裕一郎